# Theo Meier
Theo Meier (Bazel, 31 maart 1908 - Bern, 1982) was een Zwitserse kunstschilder, die vooral actief was op Bali en in  Thailand.
Meier volgde een studie aan de kunstacademie van Bazel en kon, mede dankzij een toelage van de academie, een carrière als kunstenaar beginnen. Na een succesvolle opdracht voor een portret kreeg Meier allerlei aanbevelingen en reisde hij naar Berlijn waar hij in contact kwam met onder meer Max Liebermann, Karl Hofer en Emil Nolde. Daarna woonde hij in Dresden waar hij aanwijzingen  kreeg van Otto Dix. Terug in Bazel, vervaardigde hij portretten van de componisten Arthur Honegger en Igor Strawinsky. Toen hij 24 was vertrok hij, geïnspireerd door het werk van Paul Gauguin, naar Papeete op Tahiti. Hij trof hier weliswaar niet de primitieve simpelheid aan die men in Gauguins werk kan zien, maar zijn ervaringen als schilder waren hier toch beslissend, vooral door de tropische natuur. 

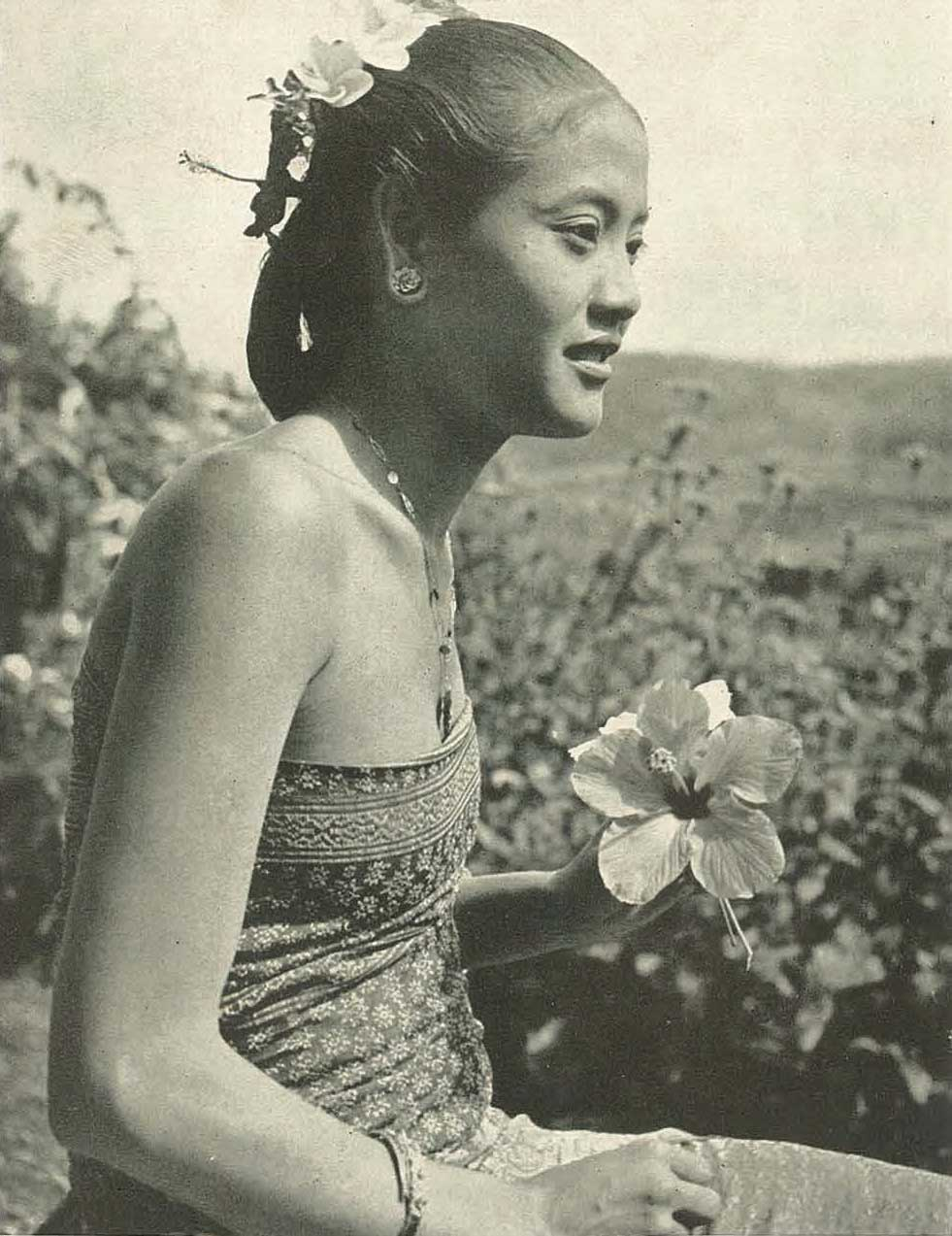
Theo Meiers tweede vrouw
(foto: Charles Breijer)

Een jaar later ging hij naar Bali, waar hij de cultuur aantrof die hij in Tahiti had gemist, in een tropische setting. Hij vestigde zich in Sanur, begon te schilderen en raakte bevriend met andere kunstenaars op het eiland, waaronder Walter Spies. Hij werd bezocht door kunstenaars en politici en trouwde in 1936 voor het eerst met een Balinese vrouw. Na de inval van de Japanners vluchtte hij naar Saba. Veel werk van Meier ging in die tijd verloren. Na de oorlog en de onafhankelijkheidsstrijd verloor Bali veel van zijn onschuld, maar Meier bleef er werken. Hij kreeg opdrachten van onder meer president Sukarno. In 1948 kreeg hij met zijn tweede Balinese vrouw een dochter. Na een kort verblijf in Zwitserland, vertrok hij in 1957 naar Thailand en vestigde zich ten slotte in Chiang Mai waar hij tot zijn dood zou blijven wonen en schilderen.

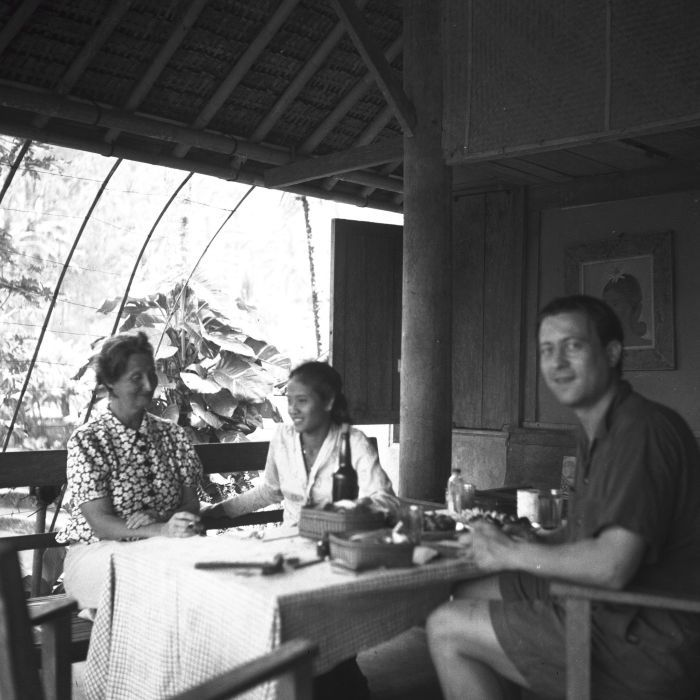
Meier aan tafel met twee vrouwen
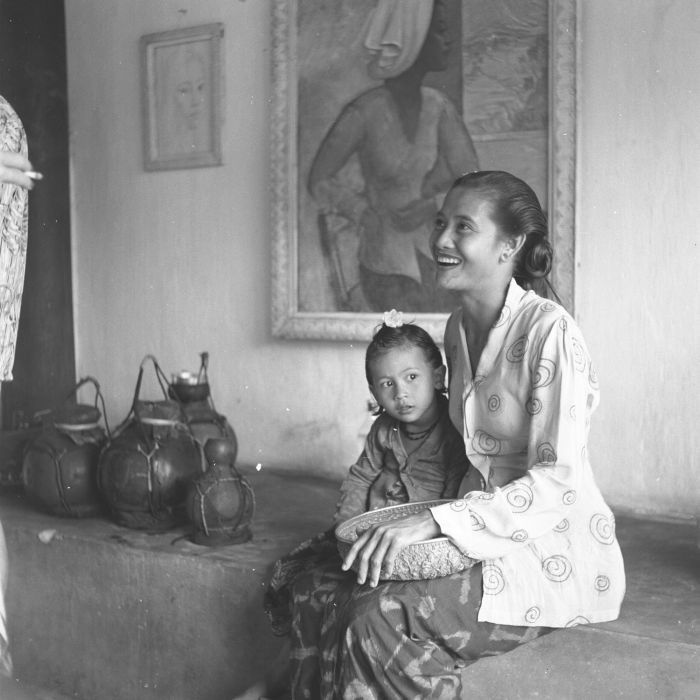
Tweede vrouw van Meier met kind (1953)
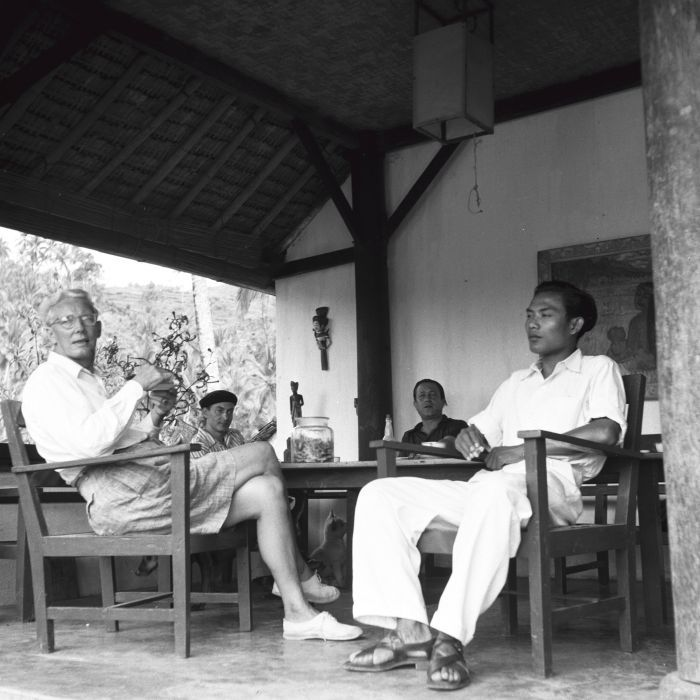
Rudolf Bonnet, Antonio Blanco, Theo Meier en Dewa Ketut Beng (1953)
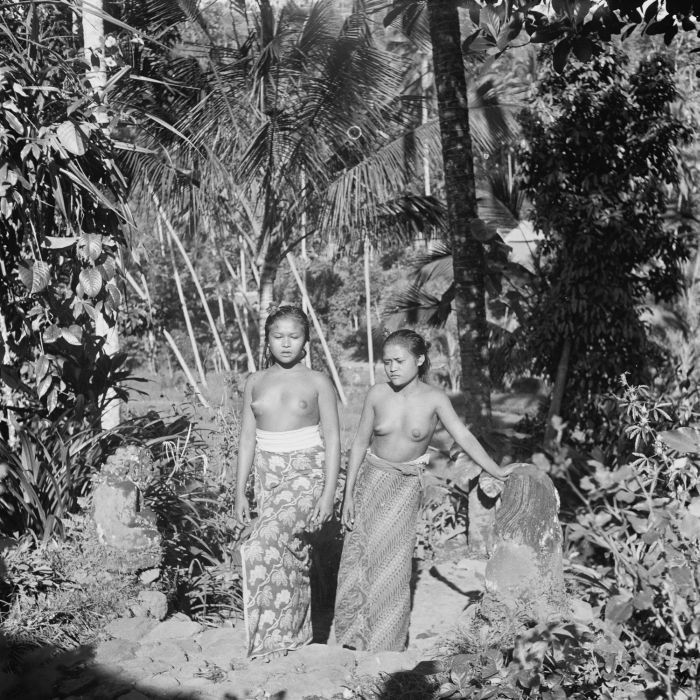
Modellen (1949)